# 浅利正勝
浅利 正勝（あさり まさかつ、古い戸籍では「淺利」。1945年7月31日 - 2004年6月8日）は、日本のスキージャンプ選手、監督。北海道出身。

## プロフィール
1968年グルノーブルオリンピックのスキージャンプ代表。数々の国内外の大会で優勝し、第一期日本スキー界の黄金期に活躍した選手の一人。明治大学を経て雪印乳業（現・雪印メグミルク）株式会社に所属。
後に同社のスキー部監督に就任し、原田雅彦選手などを育て、第二期日本スキー界の黄金期を支え、育てた。同社スキー部監督退任後は、スキージャンプの国際飛型審判員として、日本スキー連盟に貢献。
2004年6月8日東京都内の病院にて死去。

## 主な成績
- 1966年　第21回国民体育大会冬季大会スキー競技会 65メートル級 成年の部優勝
- 1967年　第40回全日本学生スキー選手権大会一部　優勝
- 1968年　第41回全日本学生スキー選手権大会一部　優勝（2連覇）
- 1968年　冬季ユニバーシアード（インスブルック） 60メートル級　2位
- 1968年　グルノーブルオリンピック（冬季オリンピック） 出場
- 1969年　第4回雪印杯全日本ジャンプ旭川大会　成年の部優勝
- 1969年　第24回北海道スキー選手権大会65メートル級　成年の部優勝
- 1969年　第24回国民体育大会冬季大会スキー競技会 70メートル級 成年の部優勝
- 1970年　スキージャンプ・ワールドカップインスブルック大会10位（自己最高位）
- 1970年　第48回全日本スキー選手権大会 90メートル級 優勝
- 1972年　第27回北海道スキー選手権大会(宮の森)70メートル級　成年の部優勝
- 1973年　第51回全日本スキー選手権大会兼第44回宮様スキー大会 70メートル級 優勝
- 1974年　第25回秩父宮賜杯スキー大会成年の部　優勝
- 1975年　第11回倶知安町長杯全道ジャンプ大会成年の部　優勝

## 注
1. ↑  日刊スポーツお悔やみ